# Единорог (экономика)
Компания-единорог или юникорн (англ. Unicorn company) — компания-стартап, получившая рыночную оценку стоимости в размере свыше $1 млрд.
Термин применяется с начала 2010-х годов. Ряд инновационных стартапов в Кремниевой долине, открывших новые рыночные ниши, достигали рыночной оценки стоимости в $1 млрд за 5—7 лет: Airbnb, Twitter, WhatsApp, DropBox, Lyft и другие.
По состоянию на июль 2021 года, наибольшее число единорогов зафиксировано в США (441) и Китае (253). Вместе они аккумулируют 76,7 % известных в мире единорогов.
Роль университетов и университетских предпринимательских экосистем в создании компаний-единорогов трудно переоценить. Так, выпускники только Стэнфорда уже создали более 50 подобных компаний из примерно 270 во всем мире до 2017 года, то есть около ≈19 %.
В России подобного рода компании отсутствуют. Это связано с небольшим размером финансового рынка, недостаточно благоприятной деловой средой, слабой вовлеченностью в глобальную экономику высоких технологий и так далее. При этом есть очевидные претенденты на звание компании-единорога (юникорна) на российском венчурном рынке: «Авито», «Яндекс», «Яндекс.Такси», VK, Playrix, Badoo, «Делимобиль» и OCSiAl. Также есть компании-единороги, основанные выходцами из России, например Telegram, Revolut, GoPuff, Sila Nanotechnologies, Acronis, Webflow, Formlabs, Personio, Outschool, OrcaBio, InDrive, TradingView, ClickHouse, Uzum.

## История
Когда Эйлин Ли впервые ввела термин «единорог» в 2013 году, всего тридцать девять компаний считались единорогами. В другом исследовании, проведенном Harvard Business Review, было установлено, что стартапы, основанные в период с 2012 по 2015 год, росли в цене в два раза быстрее, чем компании из стартапов, основанных в период с 2000 по 2013 год.
В 2018 году 16 американских компаний стали единорогами, в результате чего во всем мире появилось 119 частных компаний, стоимость которых оценивается в 1 миллиард долларов и более.